# 第28回ゴッサム・インディペンデント映画賞
第28回ゴッサム・インディペンデント映画賞は2018年の映画を対象とする映画賞で、2018年10月18日にノミネーションが発表された。受賞者は同年11月26日に発表された。

## 受賞・ノミネート一覧
※受賞は太字。

### 作品賞
- 『魂のゆくえ』
- 『Madeline's Madeline』
- 『ビール・ストリートの恋人たち』
- 『女王陛下のお気に入り』
- 『ザ・ライダー』

### 男優賞
- イーサン・ホーク - 『魂のゆくえ』
- アダム・ドライバー - 『ブラック・クランズマン』
- ベン・フォスター - 『足跡はかき消して』
- ラキース・スタンフィールド - 『ホワイト・ボイス』
- リチャード・E・グラント - 『ある女流作家の罪と罰』

### 女優賞
- レジーナ・ホール - 『サポート・ザ・ガールズ』
- トニ・コレット - 『ヘレディタリー/継承』
- グレン・クローズ - 『天才作家の妻 40年目の真実』
- ミシェル・ファイファー - 『Where Is Kyra?』
- キャスリン・ハーン - 『プライベート・ライフ』

### 脚本賞
- デボラ・デイヴィス、トニー・マクナマラ - 『女王陛下のお気に入り』
- ポール・シュレイダー - 『魂のゆくえ』
- コリー・フィンリー - 『サラブレッド』
- タマラ・ジェンキンス - 『プライベート・ライフ』
- アンドリュー・ブジャルスキー - 『サポート・ザ・ガールズ』

### ブレイクスルー監督賞
- クリスタル・モーゼル - 『スケート・キッチン』
- ブーツ・ライリー - 『ホワイト・ボイス』
- アリ・アスター - 『ヘレディタリー/継承』
- ジェニファー・フォックス - 『ジェニーの記憶』
- ボー・バーナム - 『エイス・グレード 世界でいちばんクールな私へ』

### ブレイクスルー演技賞
- キキ・レイン - 『ビール・ストリートの恋人たち』
- ヘレナ・ハワード - 『Madeline's Madeline』
- エルシー・フィッシャー - 『エイス・グレード 世界でいちばんクールな私へ』
- ヤリッツァ・アパラシオ - 『ROMA/ローマ』
- トーマサイン・マッケンジー - 『足跡はかき消して』

### 観客賞
- 『ミスター・ロジャースのご近所さんになろう』

### 特別賞
- 『女王陛下のお気に入り』に出演したオリヴィア・コールマン、レイチェル・ワイズ、エマ・ストーンの演技

### ドキュメンタリー映画賞
- 『消えた16mmフィルム』
- 『ミスター・ロジャースのご近所さんになろう』
- 『Hale County This Morning, This Evening』
- 『行き止まりの世界に生まれて』
- 『Bisbee '17』

### ブレイクスルーシリーズ (長編)
- 『このサイテーな世界の終わり』
- 『またの名をグレイス』
- 『POSE/ポーズ』
- 『KIZU-傷-』
- 『キリング・イヴ/Killing Eve』
- 『ビッグマウス』

### ブレイクスルーシリーズ (短編)
- 『The F Word』
- 『Cleaner Daze』
- 『195 Lewis』
- 『Distance』
- 『She's the Ticket』

### トリビュート
- ポール・グリーングラス
- ウィレム・デフォー
- レイチェル・ワイズ
- ジョン・ケイメン